# Kastell Klosterneuburg
Das Kastell Klosterneuburg war ein Militärlager in der römischen Festungskette des Limes Pannonicus. Es gehörte zum westlichen Teil des pannonischen Limes, in dem es wiederum das am weitesten im Westen gelegene Lager war. Seine Reste befinden sich in der heutigen Gemeinde Klosterneuburg im Bezirk Tulln des österreichischen Bundeslandes Niederösterreich. Das Bodendenkmal ist seit 2021 Bestandteil des zum UNESCO-Weltkulturerbe erhobenen Donaulimes.
In seiner Frühzeit diente das Kastell als Kohortenlager der Hilfstruppen (Auxilia) und ab dem 2. Jahrhundert n. Chr. Stützpunkt einer Reitereinheit. Sein tatsächlicher antiker Name war mangels Quellen bis vor kurzem unbekannt. Das Lagerareal ist heute fast vollständig durch das Stift Klosterneuburg und Wohngebäude der Altstadt überbaut. Die Festungsanlage durchlief mehrere Umbauphasen und wurde vom 1. bis ins späte 5. Jahrhundert genutzt. Aufgabe der Besatzung war es, einen Donauübergang und die Limesstraße von Vindobona nach Lauriacum zu überwachen. Im Umfeld des Kastells wurden noch eine Zivilsiedlung (vicus) und ein Gräberfeld entdeckt.
Im vorliegenden Artikel werden außer dem Kastell auch zwei bei Maria Gugging und bei Greifenstein vermutete Wachtürme behandelt.

## Lage

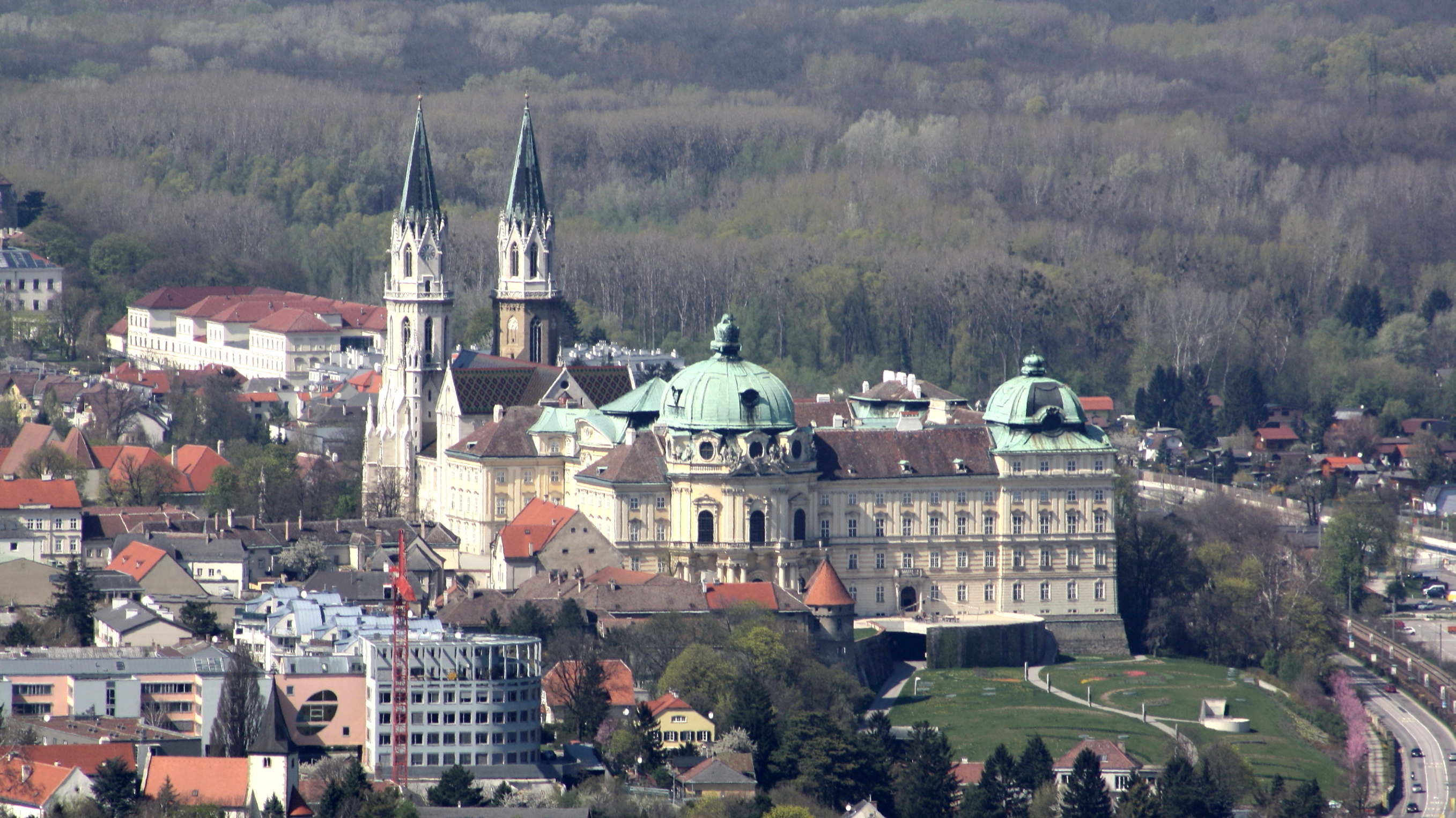
Blick auf Klosterneuburg/Oberstadt, aufgenommen vom Leopoldsberg

Die Stadt Klosterneuburg befindet sich rund 13 Kilometer westlich der Bundeshauptstadt Wien, am rechten Ufer der Donau, oberhalb des Donaudurchbruches zwischen Leopoldsberg und Bisamberg. Im Norden und Osten wird sie von den Auwäldern der Donau begrenzt. Im Süden und Westen schließen sich die Ausläufer der Berghänge des Wienerwaldes an:
- Leopoldsberg,
- Kahlenberg,
- Buchberg,
- Eichberg und
- Freiberg.

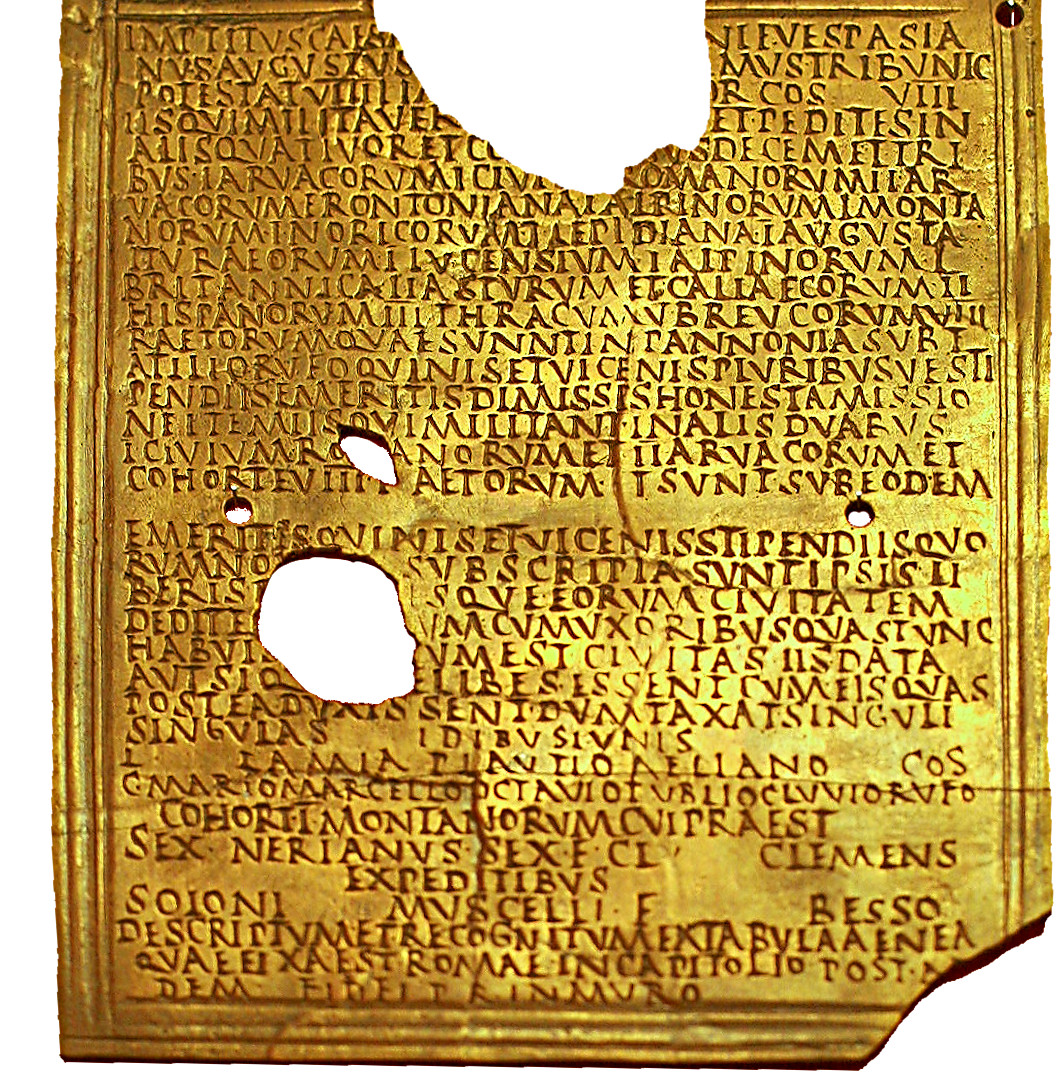
Das unter Kaiser Titus am 13. Juni 80 n. Chr. ausgestellte Militärdiplom aus Klosterneuburg

Das Kastell wurde vor seiner Aufdeckung an den unterschiedlichsten Orten vermutet wie zum Beispiel bei Stockerau, das allerdings am linken Ufer der Donau liegt. Joseph Aschbach und Friedrich von Kenner glaubten, es sei mit Zeiselmauer identisch. Für Maximilian Fischer hingegen erschien die Lage in der Oberstadt für militärische Zwecke und als örtliche Handelsstation für die Stämme jenseits der Donau außerordentlich gut geeignet. Friedrich von Kenner kam schließlich, nicht zuletzt auf Grund der Auffindung eines Militärdiploms aus der Zeit des Kaisers Titus, zur Überzeugung, dass
„…eben am Fundort ein kleines Standlager der cohors I Montanorum sich befand, welches unter dem Oberbefehle des pannonischen Legaten stand“.
Da sich die Funde in diesem Bereich immer mehr häuften, nahm für Karl Drexler
„…die Richtung des cardo gegen die heutige Bergstraße zu, während sich der decumanus von dem Hohlweg bei der Gertrudskirche gegen die Hundskehle zu erstreckte“.
Auch Eduard Nowotny vermutete es schon immer in der Oberstadt und versuchte 1925 aus dem Katasterplan des Klosters Rückschlüsse auf den Grundriss des Kastells zu ziehen. Für ihn war es unwahrscheinlich, dass sich das Kastell in der Unterstadt befinden sollte. Nowotny steckte daher in der Oberstadt eine Kastellfläche ab, für die er sich jene von Eferding/OÖ als Vorbild nahm:
- Nordwestfront: Stiftskellergarten,
- Nordostseite: Stiftskirche,
- Südostfront: Oberer Hauptplatz bei der Häuserfront im NO,
- Südwestseite: Leopoldgasse und Fortsetzung bis zur Hundskehle.

Mit diesen Abmessungen kam Nowotny auf eine Fläche von 540 x 640 römische Fuß, die der von Eferding sehr nahekam. Sie entsprach auch jener im bayerischen Weißenburg, dessen Kastell ebenfalls für eine cohors milliaria equitata (1000 Mann starke, teilberittene Einheit) ausgelegt war.
Heute weiß man, dass das Kastell unter dem ältesten Teil der Stadt liegt, dem Klosterareal in der „Oberstadt“, eine Felsterrasse zwischen dem Donauufer und dem Fuße des Buchberges. Diese wird nördlich noch durch den Kierlingbach und südlich durch den Weidlingbach begrenzt. Die einst aus südlicher Richtung von Vindobona heraufkommende Limesstraße durchquerte das Lager nicht, sondern lief direkt am Buchberg vorbei. Anschließend bog sie westlich ins Kierlingtal ab und führte von dort weiter nach Noricum. Im Kierlingtal verlief wahrscheinlich auch die Provinzgrenze zwischen Pannonien und Noricum. Möglicherweise lag sie westlich des heutigen Maria Gugging (siehe weiter unten). Auf Grund der vor Ort gefundenen Ziegelstempel steht fest, dass dieses Kastell zum Verwaltungsbereich der Provinz Pannonien gehörte.

## Name

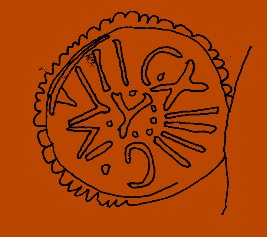
Fragment einer Tegula mit scheibenförmigen Stempel aus Klosterneuburg, LIIG.XIIIIG.MVI (das E als II) geliefert von der legio XIIII GMV, 101–114 n. Chr.

In schriftlichen antiken Quellen gibt es keine präzisen Hinweise auf den antiken Namen Klosterneuburgs.
Auch spätere Untersuchungen konnten die unterschiedlichen Auffassungen über den antiken Namen von Klosterneuburg auf keinen gemeinsamen Nenner bringen. Während hinsichtlich der Zugehörigkeit von Klosterneuburg zur Provinz Pannonien keine Zweifel mehr zu bestehen scheinen, blieb sein römischer Name bis vor kurzem umstritten. Vorgeschlagen werden u. a. die Namen Asturis, Cannabiaca, Quadriburgium oder Arrianis, wobei in jüngster Zeit Arrianis der Vorzug gegeben wird.
Versuchte man zunächst noch, das Kastell mit der in der Tabula Peutingeriana erwähnten Poststation Citium (nahe Tulln) gleichzusetzen, identifizierte man seit Theodor Mommsen das antike Klosterneuburg mit Asturis. Dieser Name stammt wahrscheinlich von einer römischen Heeresabteilung, die in der an der spanischen Nordküste gelegenen Region Asturien aufgestellt wurde.
Nachdem auch Wilhelm Kubitschek Klosterneuburg als „angeblich Astura“ verlautbart hatte, war es neben Herma Stiglitz und Hannsjörg Ubl vor allem Eduard Zenker, der sich sehr akribisch mit der Namensfrage des antiken Klosterneuburg auseinandergesetzt hat.

## Forschungsgeschichte

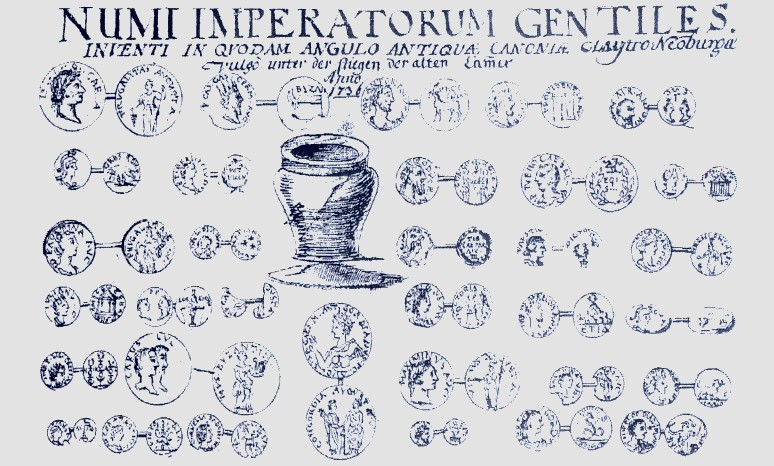
Zeichnung des Klosterneuburger Münzschatzes von 1736 nach Benedikt Prill

### 18. und 19. Jahrhundert

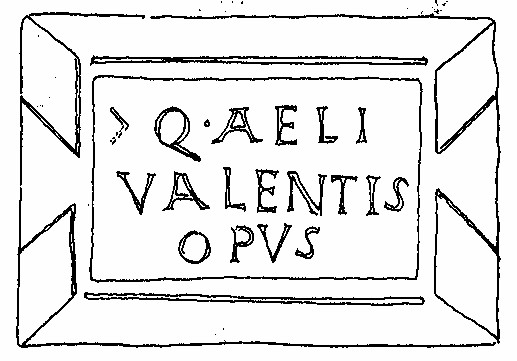
Kopie einer 1834 an der Ostflanke des Stiftes entdeckten Weiheinschrift

Die ersten Berichte über römische Funde aus Klosterneuburg stammen laut Maximilian Fischer von Benedict Prill. Dieser vermerkte unter anderem, dass 1736 beim Bau des barocken Neustiftes, als man die alte Kanzlei samt ihrem „Briefturm“ abtrug, ein Gefäß mit römischen Silbermünzen aus der Zeit von Gaius Iulius Caesar bis Kaiser Decius entdeckt worden war. Beim Bau der sogenannten Alten Kaserne Anfang des 19. Jahrhunderts wurden erneut Münzfunde gemacht. Auch wurden vermutlich Gräber bei diesen Baumaßnahmen aufgedeckt. Im Jahr 1834 kamen beim Umbau des Stiftshofes drei mit Inschriften versehene Steine zum Vorschein. Nach der Kopie durch Maximilian Fischer wurden sie wieder vermauert. Eine große Anzahl von Funden erbrachte dann wieder der Ausbau des sogenannten ernestinischen Traktes in den Jahren 1834–1842. Hier wurden zahlreiche spätantike Ziegelstempel der OFARN-Gruppe mit der Aufschrift „OFARNVRSICINIMG“ geborgen. Stempel des Magister figlinarum Ursicinus wurden bis in die pannonische Provinz Valeria verschifft und wurden dort nicht nur an dem nie vollendeten Kastell Göd-Bócsaújtelep, sondern auch an Ländeburgi wie Dunakeszi gefunden. Die OFARN-Stempel lassen sich in die Zeit der Herrschaft der Kaiser Constantius II. (337–361) und Valentinian I. (364–375) datieren. Da sich die Stempelabkürzungen AR, ARN bzw. ARAN einstweilen jedoch nicht eindeutig erklären lassen, bleiben die bisherigen Übersetzungsvorschläge spekulativ. Vom selben Areal stammt auch eine Votivara (Weiheinschrift für Götter) des Quintus Attius und eine Tafel mit der Inschrift „Q. Aelii Valentis opus“. Zusätzlich konnten römerzeitliche Mauer- und Ziegelreste beobachtet werden. Einer der interessantesten römischen Funde gelang jedoch am 23. Juli 1838. Aus dem Schutt der Fundamentierungsarbeiten hinter der Hauptapsis der Stiftskirche konnten einige Bronzefragmente ausgelesen werden. Sie wurden von E. Stoy wieder zusammengefügt und entpuppten sich als römische Entlassungsurkunde (Militärdiplom) aus der Zeit des Titus (13. Juni 80 n. Chr.). 

### 20. Jahrhundert

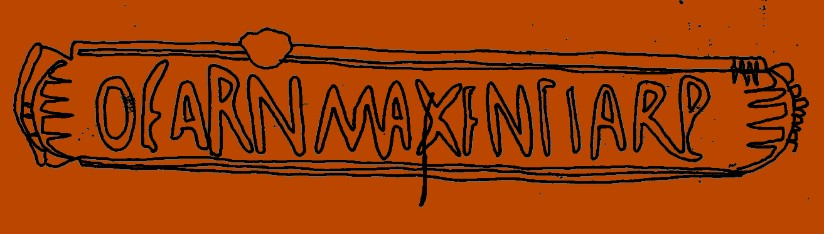
Ziegelstempel in Form einer Tabula ansata der OFARN-Gruppe (OFARNMAXENTIARP), gefunden im Kreuzgang des Stiftes, geliefert möglicherweise von den Norischen Hilfstruppen, hergestellt unter Aufsicht des Maxentius kurz nach der Mitte des 4. Jahrhunderts n. Chr.

Diese immer wieder auftretenden römischen Funde veranlassten vor allem Männer aus dem Kreis der Wiener Altertumsforschung, in Klosterneuburg aktiv zu werden. Hier sind vor allem Friedrich von Kenner, Wilhelm Kubitschek und Emil Polaschek zu nennen. Nach ihren Berichten wurden bei der Erweiterung des Stiftskellers 1904 römische Mauerzüge angeschnitten sowie Ziegel und eine Münze aus der Zeit Valentinians I. geborgen. Angeblich wurden vor 1936 auch einige antike Körper- und Brandgräber aufgefunden, dabei aber zerstört. An Fundobjekten ist sonst noch ein Topfbehältnis aus dem 1. oder 2. nachchristlichen Jahrhundert bekannt.
Ende Mai 1953 wurden auf Initiative des Bundesdenkmalamtes und unter der Leitung Karl Oettingers erstmals wissenschaftliche Grabungen auf dem Kastellareal durchgeführt. Sie hatten ursprünglich nur die nähere Erforschung der Pfalzresidenz der Babenberger und besonders ihrer Palastkapelle (Capella Speciosa) zum Ziel. Nachdem man aber auch auf römische Baureste gestoßen war, wurde auch das Österreichische Archäologische Institut (Herma Stiglitz, Adelheid Schmeller und Rudolf Egger) hinzugezogen. Das Grabungsteam konnte auf dem Stiftsplatz – im Bereich der Capella Speciosa – einen spätantiken Grabbau (Cella memoriae) aufdecken. Innerhalb der Capella befand sich auch ein mehrräumiger Komplex mit drei Rundapsiden (Apsis = halbrunder Vorbau, spätere Interpretation als Balineum/Lagerbad, siehe weiter unten). Südöstlich dieses Gebäudes wurde noch ein „Flachapsidenbau“ mit U-förmigem Grundriss freigelegt, der später von Hannsjörg Ubl als spätantiker „Hufeisenturm“ (aus der Wehrmauer hervorkragender Turm mit gerundeten, frontseitigen Korbbogen, siehe auch weiter unten) aus der Steinperiode II des Lagers gedeutet wurde. Unter diesem befanden sich noch Mauerreste des Vorgängerbaues (ein rechteckiger Zwischenturm). Die beiden Baustrukturen waren offensichtlich auch der dort entlanglaufenden südöstlichen Kastellmauer (Ausrichtung von Nordwest-Südost) angeglichen.
In den 1960er Jahren stieß man auf Teile der V-förmigen Gräben, Reste der Kastellmauer und auch immer wieder auf Bestattungsplätze mit Grabbeigaben.

Originaltext des 1838 entdeckten Militärdiploms vom 13. Juni 80. „Dem Fußsoldaten Soio, Sohn des Muscellus aus dem Stamm der Besser von der cohors I Montanorum, wurde nach 25-jähriger Dienstzeit die ehrenvolle Entlassung und damit das Bürger- und Eherecht verliehen.“

In der Oberstadt wurde auch das Viertel um die Buchberg-, Raffael-Donner-, Jahn- und Franz-Rumpler-Gasse schon immer als Areal des römerzeitlichen Gräberfeldes von Klosterneuburg vermutet und durch diverse Funde bestätigt. Im Zuge der Untersuchungen in den 1970er Jahren konnte auch der in den Grabungen 1953/54 freigelegte sogenannte Flachapsidenbau im Bereich der Capella Speciosa neu interpretiert und als spätantiker Hufeisenturm, die weiter darunterliegenden quadratischen Mauerreste als sein älterer Vorgängerbau (Innenturm) erkannt werden (siehe unten).
In den 1980er Jahren konnten in der Nordwest-Ecke des Kreuzgangs neben einem spätantiken Backofen auch die Reste von Kasernenbauten des ersten Steinlagers (Steinperiode I) nachgewiesen werden. Um interessierten Besuchern des Stiftes die römische Vergangenheit dieses Platzes näherbringen zu können, wurde geplant, die Grabung mit einer Betondecke zu überspannen. Die darunterliegenden Gebäudereste sollten konserviert und die Fundstätte so für jedermann zugänglich gemacht werden. Bei einer 1991 durchgeführten Notgrabung in der Buchberggasse 3b wurden wieder Teile eines römischen Gräberfeldes entdeckt. Nördlich dieses Grundstückes wurde dabei auch ein Rasterquadrat von 14,5 × 11 m abgesucht. In nur 80 cm Tiefe stieß man bereits auf den antiken Horizont. Spurrillen und das Fundmaterial in den seitlichen Wasserabzugsgräben bestätigten das Vorhandensein der südwestlichen Ausfallstraße des Kastells, die vermutlich von dort aus über das „Schwarze Kreuz“ in das Weidlingtal weiterführte.

1994 konnte wieder der Wehrgraben des Kastells angeschnitten werden. In seiner Verfüllung wurden zahlreiche Funde gemacht. Der Wehrgraben war dort 2,5 m tief und 2 m breit. Außerdem konnte in einer Rettungsgrabung des Bundesdenkmalamtes (Hannsjörg Ubl) der „Dreiapsidenbau“ (das Lagerbad) neu vermessen werden. Unter dem Stiftsplatz vermutete Ubl außerdem eine dichte römische Bebauung aus der frühen und mittleren Kaiserzeit. 1998 wurde ein Gebäude in der Leopoldstraße 17 zum Abriss freigegeben. Das Bundesdenkmalamt konnte in einer Humusschicht neben typisch römerzeitlichen Funden wie Keramik und Terra Sigillatascherben, darunter auch das Fragment eines Schuppenpanzers (lateinisch: Lorica squamata) bergen und sicherstellen. 1999 konnte etwa 1,85 m unter dem heutigen Straßenniveau eine zwei Meter breite Steinlage aus Bruchsteinen auf Schotterunterlagen ausgegraben werden. In einer Neuuntersuchung im Jahr 2000 wurde die Steinlage als massiver Unterbau einer Straße identifiziert. 

### 21. Jahrhundert
Von 2000 bis 2003 wurden unter anderem die Ausgrabungen am Rathausplatz wieder aufgenommen (Bundesdenkmalamt, Johannes-Wolfgang Neugebauer). In einer Tiefe von 2,6 m schnitt man erneut den schon 1999 beobachteten römischen Straßenzug an. Die fünf Meter breite Pflasterung war beidseitig mit Abzugsgräben begrenzt und einst wohl der Verbindungsweg zwischen dem westlichen Kastelltor und der entlang des Buchbergs vorbeiziehenden Trasse der Limesstraße. In der Antike wurde dieses Gebiet (entspricht der heutigen Markgasse) von einem Bach durchflossen und dabei stark durchfeuchtet, was einen massiven Unterbau für die Straße nötig machte. In der Albrechtsgasse 4–6, dem ehemaligen Schmiedehof des Stiftes (Parz. 192/4), wurde vom Bundesdenkmalamt (Hannsjörg Ubl) ein Suchschnitt angelegt. Ziel war es, die Südmauer des Kastells und auch die Ausdehnung der mittelalterlichen Residenz der Babenberger näher zu erkunden. 2001 wurde im rechten Winkel zu den Stiftsgebäuden ein Suchschnitt bis 4,7 m gegraben. Hier zeigten sich im Profil wieder die beiden Spitzgräben. 2002 wurde die schon von Hannsjörg Ubl (1935–2021) angesetzte Ausgrabung im Schmiedehof auch auf den Dechanteihof ausgeweitet. Dabei konnte eine nach Nordost-Südwest verlaufende Mauer angetroffen werden, die circa einen Meter tiefer auf römerzeitlichen Fundamenten aufsaß. Dieses Bruchsteinmauerwerk mit Kalkmörtelbindung gehörte zu einem Eckturm des ehemaligen Kastells Steinperiode I, der insgesamt zwei Bauphasen aufwies. Spuren des Holz-Erde-Lagers wurden nicht gefunden. Die 90 cm breite südliche Kastellmauer verlief in einem Viertelkreisbogen, die Ecken des Steinkastells waren nach klassischer Manier abgerundet. Der innerhalb der Mauer angesetzte Eckturm hatte einen rechteckigen Grundriss. In späterer Zeit wurde an die Lagerecke ein Fächerturm angebaut, der bis zu seiner Anschlussstelle an der Mauer ergraben werden konnte.

## Entwicklung
Leopoldsberg und Simonsberg wurden gegen Ende der Jungsteinzeit besiedelt. Streufunde aus dem Neolithikum deuten darauf hin, dass damals auch im engeren Stadtgebiet (Stiftsplatz, Josef-Brenner-Straße) Siedlungen bestanden. In der Bronzezeit stand auf dem Kumenberg bei St. Andrä, der bis ins Mittelalter bewohnt gewesen sein dürfte, eine Befestigung mit Wall und Gräbern. Siedlungsreste aus der Urnenfelderzeit (1200–700 v. Chr.) wurden im Stiftsbereich (Jungherrengarten), bei St. Gertrud und in der Martinstraße gefunden. Funde aus dem Kierlingtal beweisen, dass dieser Weg damals schon benutzt wurde.
Im 1. Jahrhundert n. Chr. wurde im Bereich der Oberstadt von den Römern ein Grenzkastell errichtet. Seine Besatzung war mit der Sperrung und Überwachung einer wichtigen Durchzugsstraße, die durch das Kierlingtal über den Hadersfelder Berg zum Greifensteiner Sporn verlief, betraut. In weiterer Folge sicherte es auch das westliche Glacis (Vorfeld) von Vindobona, die Limesstraße von Carnuntum nach Lauriacum, zwei wichtigen Legionslagern und einen Donauübergang, der an die vom Oberleiser Berg heraufführende Straße am Nordufer anschloss.
Nach diversen Umbauten im Kastell durch früh- und mittelkaiserzeitliche Einheiten im 1. – 3. Jahrhundert wurde im frühen 4. Jahrhundert die Grenzverteidigung an der Donau neu organisiert. Die Garnisonstruppe in Klosterneuburg zählte nun zu den Grenztruppen, den sogenannten Limitanei oder Ripenses. Die durch Bürgerkriege, germanische Einfälle und Abkommandierungen zu den mobilen Einheiten der Feldarmeen, den Comitatenses, personell immer mehr zusammengeschmolzene Truppe überließ schließlich am Ende des 4. oder Anfang des 5. Jahrhunderts der Zivilbevölkerung den größten Teil des Lagerareals. Dieses wandelte sich dadurch in ein ziviles, befestigtes Dorf (oppidum) um. Die Grabungen von 1953/1954 und 1977 erbrachten reiches Fundmaterial aus spätrömischer Zeit und damit den Nachweis, dass das gesamte Lagerareal zur Zeit der Ankunft Severins noch bewohnt war. Um die Mannschaftslücken in der Armee zu füllen, gestattete man immer mehr Stammesverbänden aus dem Barbaricum (Siedlungsgebiet der freien germanischen Stämme links der Donau), sich als Foederaten (Verbündete) südlich der Donau anzusiedeln, um dort die Grenzverteidigung des Imperiums zu übernehmen. So geschehen auch in Klosterneuburg, wo unter anderem die primitiven Lehmhütten der neuen Siedler (vermutlich Donausueben oder Markomannen) als letzter antiker Fundhorizont nachzuweisen sind. Ein Münzumlauf lässt sich noch bis in die Regierungszeit des weströmischen Kaisers Honorius (395–423) belegen. Die meisten Romanen (Einheimische, die nach römischer Art lebten) Klosterneuburgs wandern vermutlich im Jahr 488 auf Befehl Odoakers nach Italien ab. Gegen Ende des 5. Jahrhunderts brennen auch die Lehmhütten nieder. Kastell und Stiftsplateau wurden nach Auswertung von Kleinfunden offensichtlich aufgegeben und verlassen. Entgegen früheren Annahmen konnte durch neuere Grabungen keine Siedlungskontinuität festgestellt werden, man fand keine Spuren menschlicher Aktivitäten während des 8. und 9. Jahrhunderts. Eine Wiederbesiedlung in großem Umfang erfolgte nach den bisherigen Erkenntnissen erst wieder im Hochmittelalter, im 10. oder wahrscheinlicher im 11. Jahrhundert. Der Gründer des Stiftes Klosterneuburg, Markgraf Leopold III., fand in den Ruinen des Kastells schon eine Siedlung vor als er beschloss, hier seine Residenz zu errichten. Archäologische Untersuchungen bewiesen, dass beim Bau der Babenbergerburg auch römische Quader verwendet wurden.

## Kastell

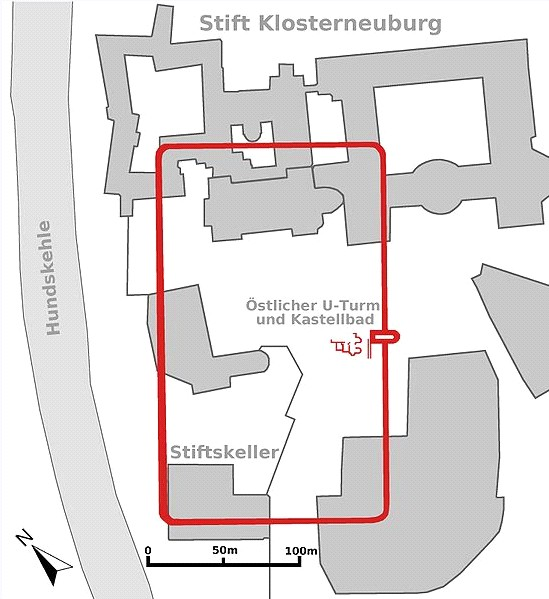
Lage und Ausdehnung des Kastellareals (nach Ubl)

Die Befestigung erstreckte sich in schmaler, genau rechteckiger Form von Südwest nach Nordost von der heutigen Hundskehle bis an den Abhang zur Donau. Der mittelalterliche Teil des Stifts nahm etwa die Hälfte des römischen Lagerareals ein. Unter Kaiser Valentinian (364–375) wurden die bis dahin meist hölzernen Gebäude des Lagers durch Steinbauten ersetzt. Das Lager hatte abgerundete Ecken und war zusätzlich von einem doppelten Spitzgraben umgeben. Die Umwehrung des Lagers bildet ein mit seinem decumanus (Lagerhauptstraße) nach Nord-Ost-Süd-West lang gezogenes Rechteck auf einer leicht nach Norden zur Donau abfallenden Felsterrasse. Es bedeckte somit eine Fläche von annähernd 2,2 ha. Trotz der archäologisch noch nicht nachgewiesenen Nordfront des Lagers nahm Ubl seine Breite in Süd-Ost-Nord-West-Richtung mit annähernd 110 m an. Die Ausdehnung des Kastells ließ sich bis zur sogenannten Hundskehle (Straßenzug) bestimmen. Seine Ausdehnung konnte aber bis heute nicht exakt für alle Himmelsrichtungen festgestellt werden. Mit ziemlicher Sicherheit lässt sich aber auch für die Steinlager I/II ein lang gezogener rechteckiger Grundriss in der Größe von circa. 2,2 ha annehmen.
- Norden: Unbekannt geblieben ist bis dato der Verlauf der Nordseite des Lagers, wahrscheinlich lag sie parallel zur nördlichen Klostermauer.
- Süden: Die südliche Lagerfront vermutete Ubl, im Zusammenhang mit einem schon von Eduard Nowotny dort untersuchten Mauerzug, an der Südwestmauer des Stiftskellers.
- Westen: Die Westmauer dürfte exakt an der Abbruchkante des Stiftsplateaus zum Kierlingbach liegen, möglicherweise sind durch Erosion aber keine Reste von ihr mehr erhalten geblieben.
- Osten: Die im Kreuzgang und südlich der Sebastianikapelle aufgedeckten römerzeitlichen Mauerstrukturen hatten, laut Ubl, dieselbe Ausrichtung wie die östliche Lagermauer. Ubl folgerte weiter daraus, dass die Achsen des Holz-Erde-Lagers und des Steinlagers I auch den Grundriss des spätantiken Lagers wesentlich mitgeprägt haben.

Aufgrund der neuzeitlichen Verbauung und der damit verbundenen kleinräumigen Grabungen fehlt bis heute ein genaues Innenbauschema. Bekannt ist im Wesentlichen die Achsenausrichtung der Gebäude, die auch die mittelalterliche Verbauung bestimmt hat. Gut dokumentiert ist nur das Lagerbad (Saal und Dreikammeranlage mit Wannenapsiden) mit seinen mehreren Umbauphasen. Kasernenbauten wurden unter dem Kreuzgang und unter der Leopoldikapelle erkannt. Geringe Spuren der Innenbebauung konnten auch noch bei der Sebastianikapelle nachgewiesen werden, sie waren jedoch stark durch den mittelalterlichen Friedhof gestört. Im Osten des Areals konnte 1953/1954, etwas westlich vom ehemaligen Palastbau Leopolds VI., ein Eckturm entdeckt werden. Im 19. Jahrhundert beobachtete man etwas nördlich des etwas später aufgedeckten Hufeisenturms einen abgerundeten Mauerzug, der zu einer der Toranlagen (porta principalis dextra) des Kastells gehört haben könnte.

### Baugeschichte

#### Holz-Erde-Periode
Im 1. Jahrhundert wurde zunächst ein Holz-Erde Kastell errichtet, dessen genaue Ausmaße allerdings nicht bekannt sind. Jüngste dendrochronologische Untersuchungen bewiesen, dass dies schon in der Mitte des 1. Jahrhunderts geschah. Türme, Tore und Innenbauten wie z. B. Magazine, Kasernen und Verwaltungsbauten waren Holzkonstruktionen mit lehmverputzten Wänden in Fachwerktechnik. Vereinzelte Befunde des Holz-Erde-Lagers des späten ersten Jahrhunderts deuten auf zwei Bauphasen. In dieser zweiten Bauphase wurde es nach der retentura (= rückwärtige Lagerfläche im Gegensatz zu praetentura) hin noch etwas vergrößert. Die Ursache für diesen schmalen, lang gezogenen Lagergrundriss könnte ein wohl Anfang des 2. Jahrhunderts erfolgter Truppenwechsel gewesen sein, nämlich als die cohors quingenaria durch eine cohors milliaria abgelöst wurde. Verfall, Brandkatastrophen oder auch feindliche Angriffe führten immer wieder zu Zerstörungen der Gebäude, die bis zum Jahr 100 n. Chr. mehrfach erneuert oder wieder aufgebaut werden mussten.

#### Steinperiode I
Um das Jahr 100 n. Chr. erfolgte auch (wahrscheinlich durch die cohors I Aelia sagittariorum) der Neubau der Kastellmauer in Stein. Ab diesem Zeitpunkt lässt sich auch im Innenbereich eine vermehrte Steinbautätigkeit feststellen, beispielsweise die Errichtung eines Nord-Süd-orientierten Kasernenbaus mit Pfeilerportikus. Die Kasernen erhielten Ziegeldächer. Auch später wurde das Lager immer wieder umgebaut. Diese Modernisierungsmaßnahmen lassen sich nach Ziegelstempelfunden auf das späte 2. und frühe 3. Jahrhundert datieren. Die Steinbauperiode ist auch durch mehrere Bauphasen der Befestigungsanlagen und Innenbauten gekennzeichnet. Kastellinnenbauten des 1. bis 4. Jahrhunderts wurden im Kreuzgang des Stiftes entdeckt, sie wurden teilweise konserviert. Ganz in der Nähe konnte ein Backofen aus dem 4. oder 5. Jahrhundert freigelegt werden. An der Ostflanke konnte, noch im Lagerareal, das Badehaus nachgewiesen werden. Die abgerundete südliche Ecke mit einem innen angesetzten Eckturm wurde östlich der Albrechtsgasse ergraben, dieser wurde später mit einem Fächerturm überbaut. Über die Längsseite des Kastells fehlen bis dato noch nähere Anhaltspunkte. Diese Abmessungen sind auch noch für eine Reihe anderer Auxiliarkastelle nachweisbar. In der Umgebung des Gräberfeldes am Buchberg konnte auch eine weitere Grabenanlage (Spitzgraben) entdeckt werden, die wohl einst ein Marsch- oder Übungslager umgab.

#### Steinperiode II
In der ersten Hälfte des 3. Jahrhunderts ist anhand der Verteilung der Ziegelstempel eine weitgestreute Bautätigkeit und im späteren 4. Jahrhundert sind Renovierungsarbeiten dokumentierbar. Dies waren aber noch nicht die letzten Umbauarbeiten im Lager Klosterneuburg. Im letzten Drittel des 4. Jahrhunderts wurde eine Zisterne angelegt, deren Schacht mit Spolien vom mittelkaiserzeitlichen Gräberfeld am Buchberg (1.–3. Jahrhundert) abgestützt wurde. Aus derselben Zeitperiode konnten auch noch Veränderungen (Fund von zwei zu Torgewänden umgearbeiteten Meilensteinen und eines Altars als Torschwelle bei der Lagermauer im Osten) am östlichen Lagertor festgestellt werden. Um den südöstlichen Hufeisenturm zu umrunden, musste auch der Wehrgraben neu ausgehoben werden. Letzte Bautätigkeiten am Kastell Klosterneuburg lassen sich nach Befund von Ziegeln der sogenannten OFARN-Gruppe für das späte 4. Jahrhundert nachweisen. Danach verfiel die Anlage. Provisorisches Flickwerk in Trockenbautechnik an der Mauer sowie die Errichtung von Behausungen in primitiver Holz-Lehmbauweise im Lagerinneren lassen sich noch bis ins 5. Jahrhundert verfolgen.

### Türme

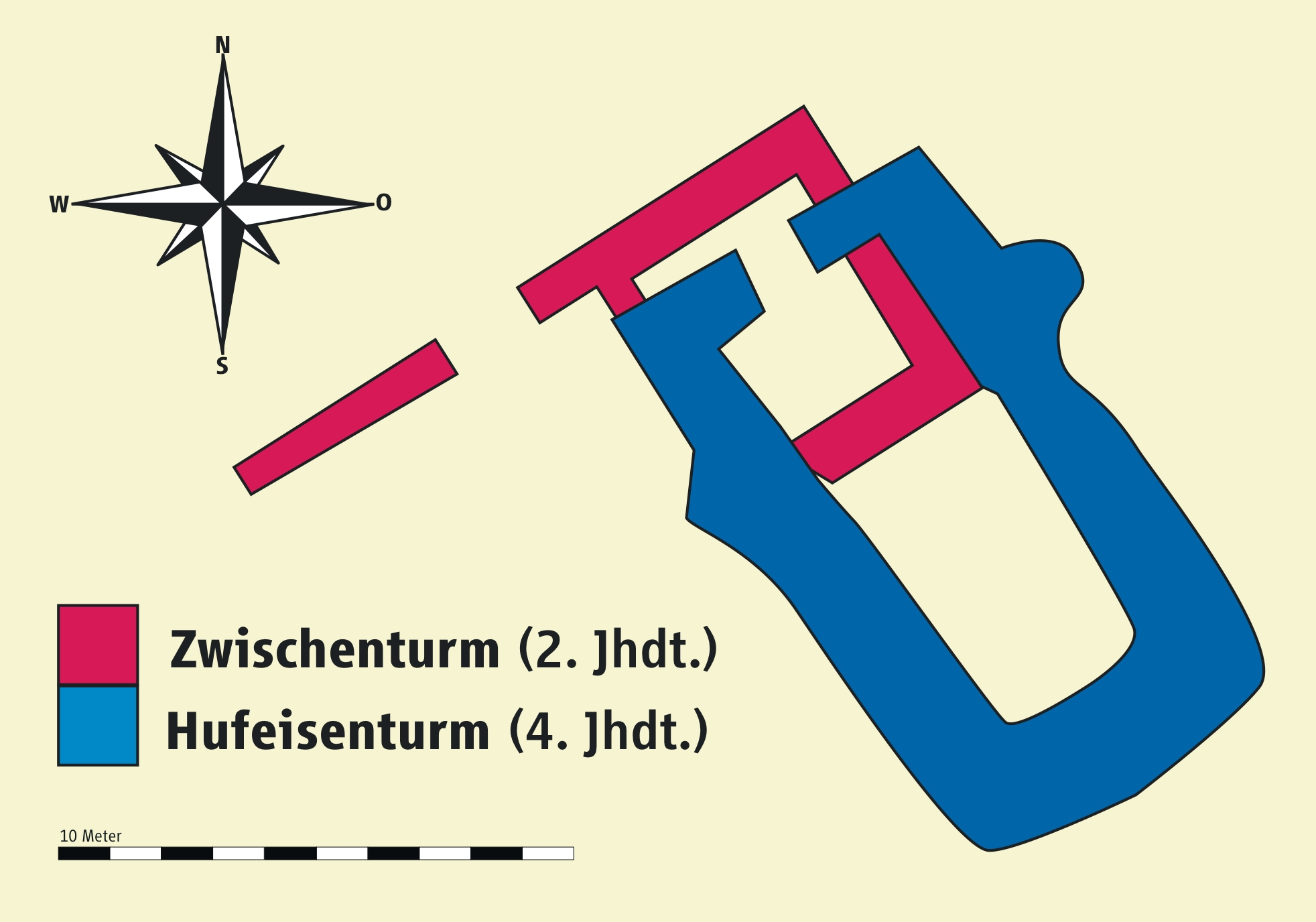
Grundrisse Südöstlicher Zwischen- (Steinperiode I) und darüberliegender Hufeisenturm (Steinperiode II) nach dem Befund von 1979

Der Klosterneuburger Hufeisenturm stammt aus dem 4. Jahrhundert n. Chr. und ist bislang einzigartig in Oberpannonien. In seiner Bauweise gleicht er stark norischen Exemplaren (vgl. hierzu auch Zwentendorf, Traismauer, Mautern an der Donau und Zeiselmauer). In seinen Abmessungen ist er mit dem „Hungerturm“ von Traismauer vergleichbar. Bei der Mehrzahl dieses Typs war die Breite der Mauer an der abgerundeten Vorderseite (Korbbogen) stärker als an den Seiten und der rückwärtigen Wand, so auch in Klosterneuburg. Der Turm ragte nicht komplett nach außen vor die Mauer, sondern reichte auch noch etwas in das Lagerinnere hinein. Das Klosterneuburger Exemplar weist einen sehr gedrückten Korbbogen auf. So entstanden beidseitig scharfe Eckkanten, die eigentlich durch diese Bauweise vermieden werden sollten. Diese Anomalie findet man sonst nur noch bei zwei Exemplaren in Pannonien vor (Visegrád, Szentendre).
Zusammengefasst handelt es sich hier um einen Zwischenturm mit u-förmiger Vorderfront, zum Teil über einen abgerissenen rechteckigen Zwischenturm errichtet:
- Größe 6 × 10,60 m, Verhältnis 1:1, etwa 7,20 m der Lagermauer vorkragend,
- Rücksprung circa zwei Meter,
- Stärke der Mauer im frontseitigen Teil 1,40 – 1,60 m, zum Lagerinneren hin circa einen Meter,
- Stärke der Rückseite 1,10 m, an den anderen Seiten 1,65 – 1,85 m,
- Innenmaße 2,70 × 7,70 m.

Die Fundamenthöhe liegt zwischen 1,20 m und 1,70 m, da der vordere Teil des Turmes in den älteren Kastellgraben hineingesetzt worden ist. Fundamentvorsprung im vorspringenden Teil außen und innen jeweils 0,10 m. Das aufgehende Mauerwerk (zweischaliges Gussmauerwerk) setzt sich aus quaderähnlichen Bruchsteinen, vermengt mit Ziegeln und ein wenig Mörtel zusammen. Die Blendmauern bestehen aus regelmäßig zugehauenen Quadern mit einer Länge von 0,30 m. Für den Gussmauerkern wurden unbearbeitete Bruchsteine verwendet. An der Rückseite befindet sich die 1,10 m breite Toröffnung mit einer zweiteiligen Schwelle.
Sein Vorgängerbau, ein leicht verzogener, rechteckiger Zwischenturm, datiert auf das frühe 2. Jahrhundert. Seine Ausmaße betragen 4,20 × 4,80 m, das Verhältnis zwischen seiner Breite und Tiefe beträgt 1:1,143. Die Stärke der Front- und Kastellmauer betrug circa 0,80 m, die der restlichen Turmmauern 0,65 m. Das Fundament setzt sich aus drei Lagen von Bruchsteinen zusammen, die unregelmäßig und ohne Mörtel verlegt wurden. Das aufgehende Mauerwerk besteht aus sorgfältig geschichteten Bruchsteinen mit Fugenstrich. In der Süd-West-Ecke des Turmes wurde in der Spätantike der Wall abgerissen und stattdessen anscheinend ein neues Gebäude angelegt.

### Kastellbad

#### Befund

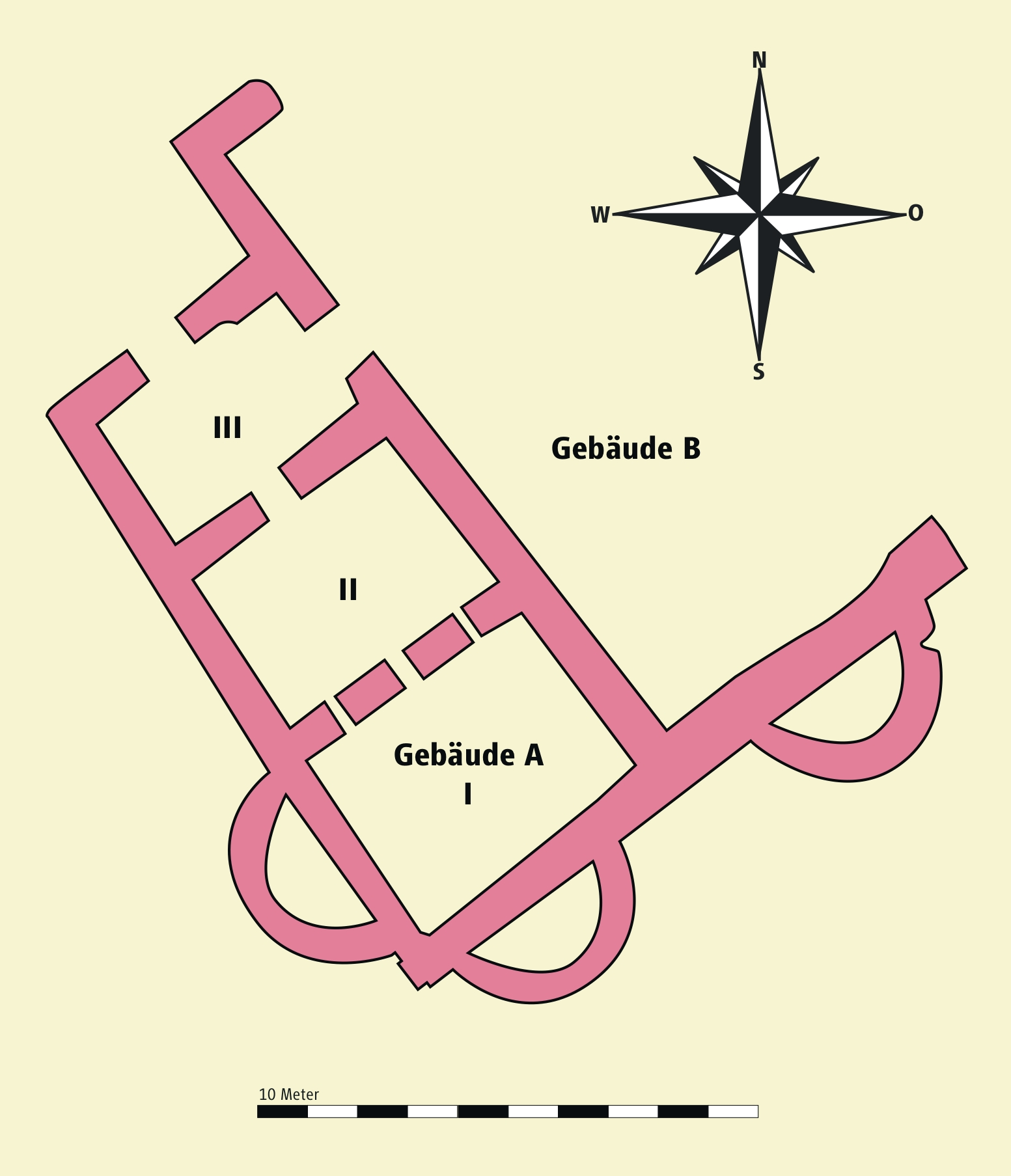
Grundriss des Kastellbades nach dem Befund von 1953/1954

Das antike Gebäude wurde unmittelbar hinter der südöstlichen Kastellmauer bei den Grabungskampagnen in den Jahren 1953/1954 auf dem Stiftsplatz von Klosterneuburg entdeckt. Die Anlage (balineum) ist nach Nord-West/Süd-Ost ausgerichtet und teilt sich in drei beheizbare Räume (Gebäude A), daran anschließend im Nord-Osten ein unbeheizbarer Saal (Gebäude B).
Rudolf Egger deutete das Gebäude zunächst als frühchristliche Kirche mit Krypta (Gruft). Es hatte zwei Wannenapsiden, wurde bis in die Spätantike betrieben und (wie die Kasernen) dabei mehrmals umgestaltet. Nach Befund der Ziegelstempel fällt seine letzte Ausbaustufe in das späte 4. Jahrhundert.
Richtung Süd-Ost verbreitert sich A um circa einen Meter, wobei seine südwestliche Außenfront genau im rechten Winkel zur Lagermauer steht. Dieser Umstand könnte auch auf ein sich nicht ganz im Rechten Winkel befindliches Achssystem des Kastells hinweisen. Die Anlage dürfte aber ziemlich sicher als Badegebäude errichtet worden sein. Ungeklärt blieb, warum die Linien der beiden Hauptmauern so stark voneinander abweichen. Es fehlen bislang auch Hinweise auf Wasserzu- und -abflusseinrichtungen. Ein Schlitz an der Schwelle zu Raum III z. B. kann nicht die Öffnung für ein Wasserrohr gewesen sein, da er völlig glatte Wände aufweist. Außerdem gibt es keine Hinweise auf Wasserbecken. Wenn die Anlage tatsächlich als Badehaus verwendet wurde, so kann dies nicht von langer Dauer gewesen sein.

#### Gebäude A
Im Warmbadetrakt A befindet sich Raum I, der durch zwei Apsiden erweitert wird. Dieser wurde als Caldarium (Warmbad) erkannt. Vor der seitlichen Apsis liegt das Praefurnium (Heizraum), dies auch deswegen, da ansonsten der Platz für den Durchgang zwischen Lagerumwehrung und Badegebäude nicht mehr ausreichend gewesen wäre. Der daran anschließende Raum II wird als Tepidarium (mäßig warmer Raum) definiert, er wurde von Raum III aus mitbeheizt, dessen Praefurnium an der Nord-West-Seite liegt. Hier war auch der einzige Zugang zum Warmbadetrakt. Als Durchgang zum Kaltbadetrakt ist er eher als Tepidarium anstatt als Sudatorium (Schwitzbad) zu deuten. Dies deckt sich auch durch Vergleich mit anderen Bädern, die ihren Badeablauf reihenförmig organisiert hatten und mit drei (hintereinander angeordneten) warmen Baderäumen ausgestattet waren. Der Zweck der Schlauchheizung im Raum II ist nicht gänzlich geklärt. Möglicherweise wurde sie aufgrund funktioneller Schwierigkeiten in der ursprünglichen Anlage eingebaut. Rudolf Egger vermutet den Einbau nur zum Zweck für die Dauer der Bauarbeiten in Raum II. Als das Lager der Zivilbevölkerung überlassen wurde, ist wahrscheinlich Gebäude A noch durch den Apsidensaal erweitert worden.

#### Gebäude B
Gebäude B ist durch deutlich erkennbare Baufugen von Gebäude A separiert und muss erst in späterer Zeit angebaut worden sein. Vor dem Warmbadetrakt ist allerdings ein unbeheizter Bereich vorauszusetzen, in dem das Frigidarium (Kaltbad) und das Apodyterium (Umkleideraum) untergebracht waren. Entweder ist diese Baufuge im Bauablauf begründet, wenn die Warmbaderäume zuerst errichtet wurden, oder es ist noch ein Vorgängerbau für Gebäude B anzunehmen. Hierfür sind aber keine eindeutigen archäologischen Spuren vorhanden. Gebäude B ist aber eindeutig dem Lagerbad zuzurechnen. In der Apsis an der Süd-Ost-Seite ist wohl eine Piscina (Wasserbecken) untergebracht gewesen. Da auch keine Raumunterteilungen erkennbar waren, ist es als Mehrzweckraum zu interpretieren, welcher wohl die Funktionen eines Frigidariums und eines Aufenthaltsraumes in sich vereint hat. B wird in seinem Nordteil durch einen späteren Friedhof gestört. Sollten hier auch keine weiteren Anbauten mehr vorhanden sein, dürfte es auch noch als Apodyterium gedient haben.

#### Baumaterial
Die Mauern von A und B sind aus Bruchstein mit zugemischten Ziegelbrocken, circa 0,6 m stark, aufgezogen worden. In dem südwestlichen Teil fanden sich auch einige größere Quadersteine. Außerdem verwendete man für den älteren Bodenbelag von A und den Heizungsöffnungen Ziegel. So auch für die 0,45 m breite Trennmauer zwischen Apsis und Langraum von Gebäude B.

#### Bauphasen
Insgesamt konnten zwei Bauphasen bestimmt werden. Von der Zeitspanne her liegen sie nicht sehr weit auseinander. Das ältere Gebäude A wird – nach den dort aufgefundenen Ziegelstempeln zu urteilen – zeitmäßig in die Regierungszeit des Kaisers Valentinian I. oder in die von Kaiser Theodosius I. (379–395) zu setzen sein. Zwar fanden sich auch Dach- und Mauerziegel der frühen Kaiserzeit, doch konnten diese anhand von noch anhaftenden älteren Mörtelresten als eindeutig in Zweitverwendung stehend bestimmt werden. Rudolf Egger vermutet eine Feuerkatastrophe als Ursache des Endes von Phase I, da auch eine starke Brandschicht festgestellt werden konnte.
Die Phase II stimmt nach Art des Materials und Bauausführung fast vollkommen mit Phase I überein. Gebäude A dürfte nach seiner Sanierung fast unverändert weiterbenützt worden sein. Nur seine Böden – abgesehen von dem in der Ost-Apsis und von Raum I – hat man etwas angehoben, wodurch die Öffnungen zw. Raum I und II zugeschüttet wurden. Den Fußboden von A bildete aufgrund einer Holzascheschicht vermutlich ein Bretterbelag. Von den Öffnungen, die zu den Apsiden führten, blieben die Rundbögen der Heizungsanlage aber frei. Phase II ist wahrscheinlich ins frühe 5. Jahrhundert zu datieren, ihr Ende wurde wiederum durch Brand herbeigeführt.
Spätere kleinere Zu- und Umbauten betreffen vor allem die Warmräume. Die drei Heizöffnungen vom Tepidarium (II) ins Caldarium (I) werden nur von Ziegelplatten eingerahmt. Sie scheinen nachträglich eingefügt worden zu sein, da sie nicht – wie noch bei den Heißluftdurchlässen der ersten Bauperiode – als gemauerte Ziegelbögen ausgebildet wurden. Dies wohl auch im Zusammenhang mit dem Einbau des primitiven Schlauchheizungskanals in Raum II, dessen Praefurnium in Raum III liegt. Spätestens mit dem Verfall auch dieser Heizung im 5. Jahrhundert wurde das Gebäude nicht mehr als Badehaus genutzt.

### Garnison
Für Klosterneuburg konnten bislang drei Einheiten der Hilfstruppen (Auxilia) durch Inschriften identifiziert werden. Außerdem lassen sich aufgrund von großen Mengen aufgefundener Ziegelstempel die Anwesenheit von Angehörigen der legio X Gemina im Lager nachweisen. Diese aber wohl nicht als Wachtruppe, sondern in erster Linie als Bauvexillationen und Ziegellieferantin. Im Zusammenhang mit den Diskussionen um die Identifizierung von Klosterneuburg als Asturis wird auch manchmal versucht, die cohors prima Asturum (die erste Kohorte der Asturer) mit dem Kastell in Verbindung zu bringen. Die einzigen Ziegelstempel, die diese Truppe erwähnen, stammen jedoch aus dem norischen Kastell Zwentendorf. Bis dato waren auch keine Anhaltspunkte für eine Anwesenheit dieser Einheit in Klosterneuburg festzustellen.
| Zeitstellung                            | Truppenname | Bemerkung | Abbildung |
| --------------------------------------- | --- | --- | --------- |
| 1. Jahrhundert n. Chr.                  | Cohors prima Montanorum (die erste Kohorte der Gebirgsbewohner)                                                                       | Diese Einheit dürfte die erste Besatzungstruppe (80–103 n. Chr.?) des Holz-Erde-Kastells gestellt haben. Vor allem wegen des hinter dem Chor der Stiftskirche aufgefundenen Militärdiploms des Soio vom 13. Juni 80 aus der Zeit des Kaiser Titus, die im Text auch erwähnt wird (siehe Anmerkungen). Möglicherweise ist sie aber auch schon um 101 n. Chr. – im Verbund mit der legio XIII Gemina – in den Dakerkrieg Trajans abkommandiert worden oder stand bereits 92 kurzfristig im Donaukastell Budapest–Albertfalva an der sarmatischen Front. Die Kohorte könnte in weiterer Folge von der legio XIV Gemina Martia victrix abgelöst worden sein, die die durch den Dakerkrieg notwendig gewordenen Truppenverlegungen in den Wiener Raum abgestellt worden war. Von dieser Legion fanden sich besonders viele Ziegelstempel der unterschiedlichsten Varianten in Klosterneuburg. Ob es sich hierbei nur um Bau- oder auch Garnisonstrupps handelte, blieb allerdings bis heute ungeklärt. |           |
| frühes 2. Jahrhundert n. Chr.           | Cohors secunda Batavorum (die zweite Kohorte der Bataver)                                                                             | Diese Kohorte ist seit 98 n. Chr. (Militärdiplom vom 20. Februar 98) in der pannonischen Provinzarmee (exercitus pannonicus) nachzuweisen. Anhand einiger weniger in Klosterneuburg entdeckter Bruchstücke von Ziegelstempeln mit dem Aufdruck „II“ und „BA“ glaubt Ubl nachweisen zu können, dass diese Einheit die prima Montanorum abgelöst hat. Ein weiteres Militärdiplom aus Mautern an der Donau aus den Jahren 127/128–138 belegt ihre Zugehörigkeit zur norischen Provinzarmee. Ubl nimmt aufgrund der oben erwähnten Ziegelstempel an, dass die Bataver noch vor 128 in Klosterneuburg aufgetaucht sein müssen und dort bis in die Zeit Hadrians verblieben sind. |           |
| Mitte 2. Jahrhundert bis 3. Jahrhundert | Cohors prima Aelia Caesariensis milliaria (severiana) sagittariorum equitata (die erste berittene aelische Kohorte der Bogenschützen) | Diese 1000 Mann starke Reitertruppe traf um die Mitte des 2. Jahrhunderts n. Chr. im Kastell Klosterneuburg ein. Sie blieb dort möglicherweise bis zum Ende der römischen Militärorganisation an der oberen Donau. Diese Einheit ist vor allem durch Inschriften nachgewiesen worden. Von Bedeutung ist hierbei die Untersuchung eines Abschnittes des Kastellgrabens. Hier konnten zwei als Spolien verbaute Inschriftensteine geborgen werden, die die Tribunen des 2. Jahrhunderts: - C. Jul. Longinus , - Ael. Herculinus und zwei Inschriften aus dem 3. Jahrhundert n. Chr., die einen gewissen - C. Aur. Cresces (wobei die Einheit hier nur mehr cohors I Aelia Severiana genannt wird) und den - ….Flavinus als Tribune (Offiziere) in Klosterneuburg nennen. Außerdem wäre in diesem Zusammenhang auch noch ein Tesserarius cohortis (Unteroffizier) aus dem 2. Jahrhundert zu erwähnen. Neben den Inschriften wurde auch eine größere Anzahl von Ziegelstempeln dieser Einheit gefunden, die auch noch in anderen Orten am Donaulimes auftauchten. Da der Ehrenname SEVERIANA bei einigen von ihnen ebenfalls genannt wird, gilt es als sicher, dass die Einheit auch noch zur Zeit der Herrschaft des Kaisers Severus Alexander (208–235) in Klosterneuburg stationiert war. Das weitere Schicksal dieser Einheit lässt sich aber über das 3. Jahrhundert hinaus nicht mehr weiter verfolgen. Nach Ansicht H. Ubls wurde sie im Laufe der spätrömischen Militärreformen wahrscheinlich in eine Reiterformation unter neuer Bezeichnung umgewandelt. |           |
| 4. bis 5. Jahrhundert n. Chr.           | - Equites promoti (ausgewählte Reiter), - Limitanei/Ripenses (Grenzer/Uferwächter), - Markomanni (Markomannensöldner)                 | Für die Kastellbesatzung im späten 4. und frühen 5. Jahrhundert lassen sich aufgrund der spärlichen Quellen nur sehr vage Aussagen machen. Hierfür in Frage kämen eigentlich nur eine Kohorte der unter Diokletian und Konstantin neu organisierten Grenztruppen, eine Einheit abkommandierter Reiter sowie Föderaten der gens Marcomannorum (Angehörige vom germanischen Stamm der Markomannen), die wohl bis zum Ende der römischen Herrschaft in Klosterneuburg den Wachtdienst aufrechterhielten. In der Notitia dignitatum wird in der Truppenliste des Dux Pannoniae Primae et Norici Ripensis ein Tribunus cohortis in Arrianis angeführt. |           |

## Vicus
Der vicus oder Lagerdorf von Klosterneuburg ist heute vollständig durch die Oberstadt überbaut. Von diesem konnten bisher weder dessen genaue Ausdehnung noch größere Gebäudereste bestimmt werden. In diesem Bereich aufgefundene Ziegelstempel lassen aber eine ähnliche Bauentwicklung wie beim Kastell vermuten. Über Bebauungsplan und sein Straßen- und Wegenetz ist bis dato ebenfalls nichts Genaues bekannt. Er umschloss das Kastell wohl bogenförmig von Ost nach West und ragte zumindest im Osten bis fast an den Wehrgraben heran. Flächenmäßig dürfte er somit die Ausmaße der mittelalterlichen Oberstadt erreicht haben. Eventuell streute er im Süden noch etwas gegen den Buchberg hin aus. Die Bevölkerung des Klosterneuburger vicus hat sich in seiner Glanzzeit im Großen und Ganzen wohl eines bescheidenen Wohlstandes erfreut, wie kümmerliche Reste aus den Häusern (Reste von Wandmalerei) und Importkeramik vermuten lassen.
Anzahl und Dichte der im späten 4. und frühen 5. Jahrhundert angelegten Gräber lassen auf eine noch homogene und durchaus lebensfähige Gemeinschaft in dieser Zeitperiode schließen. Ob diese allerdings noch im unbefestigten vicus oder schon hinter den Lagermauern lebte, konnte noch nicht festgestellt werden. Anhand der Funde ist nur erkennbar, dass die spätantike Bevölkerung Klosterneuburgs nicht mehr gänzlich aus Romanen, sondern auch schon stark durch germanischstämmige Neuzuwanderer geprägt war. Diese sind im alten Lagerdorf nicht mehr nachzuweisen. Sie lebten wohl schon alle im verfallenden Kastell selbst. Ihre Gräber sind allerdings noch nicht entdeckt. Wahrscheinlich bestatteten sie ihre Toten direkt im Lagerareal, wo nach alten Berichten immer wieder derartige Bestattungsplätze gefunden worden sein sollen.

## Bevölkerung
Über die Zusammensetzung der Bewohner des vicus von Klosterneuburg geben die in den Jahren 1982 bis 1983 aus einer Zisterne im Kuchlhof geborgenen Grabstelen Auskunft. Ihre einheitliche Machart und Material (Wienerwald- oder Greifensteiner Sandstein) lassen auch auf eine direkt hier ansässige Steinmetzwerkstatt schließen. Deren Inschriften und die darauf abgebildeten Porträts der Verstorbenen zeigen, dass hier zwischen Militärangehörigen (gleichgültig ob aktiv oder schon entlassen) und Zivilisten unterschieden wurde. Beide Gruppen lassen sich anhand der Namen gut voneinander abtrennen, da für die von indigenen (einheimischen) Stämmen abstammenden Dorfleute die typischen römischen Vor- und Familiennamen fehlen.
Zwei dieser Inschriftensteine gestatten auch einen Einblick in zwei Familien des Klosterneuburger vicus. Auf der Stele des Ulpius Avitus z. B. ist der Verstorbene mitsamt seiner Familie abgebildet. Neben dem Familienoberhaupt, einem Veteranen der cohors I Aelia Sagittarorium, der mit seinem Militärmantel (sagum) dargestellt wird, steht seine Frau in einheimischer Tracht, dazwischen ihre drei Kinder, ein Knabe und zwei Mädchen, links außen eine junge Frau, wohl die einzige Überlebende, die später auch den Grabstein anfertigen ließ. Außerdem werden ihre Namen genannt. Die Eltern, allen voran der Vater Ulpius Avitus, 75 Jahre, die Mutter Victorina, 40 Jahre, der Bruder Emeritus, acht Jahre, seine Schwestern Avita, zehn Jahre, und Superia, acht Jahre. Sie alle wurden im Auftrag der ältesten Tochter Victoria (deren Alter nicht genannt wird) begraben.
Der zweite Inschriftenstein einer weiteren Veteranenfamilie dürfte 50–70 Jahre später aufgestellt worden sein. Auf ihm werden allerdings keine kleinen Kinder erwähnt. Er dürfte auf das frühe 3. Jahrhundert zu datieren sein. Die auf ihm genannten Personen (die Mutter Crescentina, 50 Jahre, und deren beide Söhne Karinus und Crescens) tragen alle denselben Familiennamen, Septimius bzw. Septimia. Der Gedenkstein wurde wohl erst längere Zeit nach deren Tod gestiftet, vielleicht weil der Auftraggeber Septimius Karus, der Bruder der beiden Verstorbenen, erst den dafür nötigen Geldbetrag auftreiben musste. Außerdem war das Grab auch für seine Frau Victorina, den Vater Genialis und für die beiden Schwestern Quaetilla und Presentina vorgesehen.

## Gräberfelder
Die Gräberfelder lagen am Fuße des Buchberges, direkt neben den Ausfallstraßen und entsprachen somit der römischen Gesetzgebung, die anordnete, dass die Gräber außerhalb des bebauten Gebietes anzulegen waren. Bei der Grablege scheint es zwischen Militär- und Zivilpersonen keine klar erkennbare Trennung gegeben zu haben. Die ersten Brandbestattungen wurden direkt an der sich am Hang des Buchberges bis ins Kierlingtal hinziehenden Limesstraße (heute in etwa die Linie Buchbergasse–Babenbergergasse) angelegt. Hier verlief in der Antike wohl auch die Stichstraße zum Lagertor. Zentrum des frühkaiserzeitlichen Gräberfeldes dürfte der Bereich zwischen Raphael-Donner-Gasse und Gymnasium gewesen sein. Von hier müssen auch die Grabsteine des Kuchlhofes (siehe weiter oben) herstammen. Die Ausdehnung nach Westen ist noch nicht erfasst. Eine horizontale Stratigraphie von Westen nach Osten lässt sich aber feststellen. Während der systematischen Ausgrabungen von 1983/84 wurde man auf diese kaiserzeitlichen Brandbestattungen aufmerksam, die aber auch manchmal von spätantiken Gräbern überschnitten wurden. Mehrfach wurden auch Pferdebestattungen dokumentiert. Ab dem späten 3. Jahrhundert wurden die Toten in Klosterneuburg unverbrannt in simplen Grabgruben, Ziegel- oder Steinkisten mit deren Grabbeigaben bestattet. Im Südosten des Kastells, vom Buchberg abfallend, lag ein spätantikes Gräberfeld, dessen Süd-Ost-Grenze im Bereich des Evangelischen Pfarrhofes zu suchen ist. In der Spätantike wurden wohl auch im Lagerinneren selbst Gräber angelegt.

## Limesverlauf zwischen Kastell Klosterneuburg und Legionslager Vindobona
| ON/Name                                      | Beschreibung/Zustand |
| -------------------------------------------- | --- |
| Wachturm/Burgus Wien-Oberdöbling und Nußdorf | Oberdöbling liegt auf dem Stadtgebiet der Bundeshauptstadt Wien und ist Teil des 19. Wiener Gemeindebezirkes. 1872 wurden in einem Garten an der Döblinger Hauptstraße 90, nahe dem Hang zur Heiligenstädter Str. 69, römische Mauerzüge entdeckt. Beim Versetzen von Obstbäumen stieß man im selben Jahr erneut auf die Reste dieser Mauer. An Begleitfunden konnten römische Leistenziegel, ein Hohl- und drei Bauziegel mit der Stempelung „TEMP(ore) UR(sicini)“ sowie ein Ziegel der Legio XIIII geborgen werden. Diverse Münzfunde in Döbling bestanden aus einem Sesterz des Antoninus Pius sowie zwei Denaren aus der Zeit des Marcus Antonius und des Augustus. 1907 entdeckte P. Zeiler an der Einwölbung des Krottenbaches noch einen aus 1100 spätrömischen Kupfermünzen bestehenden Hortfund. Der sich von West nach Ost und nach Süden erstreckende antike Mauerrest wurde als Bestandteil eines spätrömischen Wachturmes/Burgus identifiziert. Er bestand aus Bruchsteinen, war 1,26 m dick und noch bis in eine Höhe von 1,1 m erhalten. Der westöstliche Teil war noch 3,6 m lang, der südliche 2,7 m. Beide waren durch eine leicht abgerundete Ecke miteinander verbunden. Sie war sehr massiv konstruiert und konnte nur durch Sprengung mit Schwarzpulver beseitigt werden. Aufgrund der Ziegelstempel des dux Ursicinus nimmt man an, dass der Wachturm zur Zeit Valentinian I. errichtet wurde. Ursicinus war unter Valentinian der Befehlshaber der norischen und oberpannonischen Grenztruppen und überwachte die letzten Baumaßnahmen der Römer an diesem Abschnitt des Limes. Eine weitere Turmstelle wird beim Burgstall in Nußdorf vermutet. Wahrscheinlich diente der Turm zur Überwachung der Donauauen sowie zur Signalübermittlung am Limes. Von seiner Position aus hatte man u. a. auch eine gute Sicht bis Deutsch Altenburg bzw. Hainburg/Thebnerkogel und Wien. |
| Legionslager Vindobona                       | → Hauptartikel : Vindobona |

## Denkmalschutz und Fundverbleib

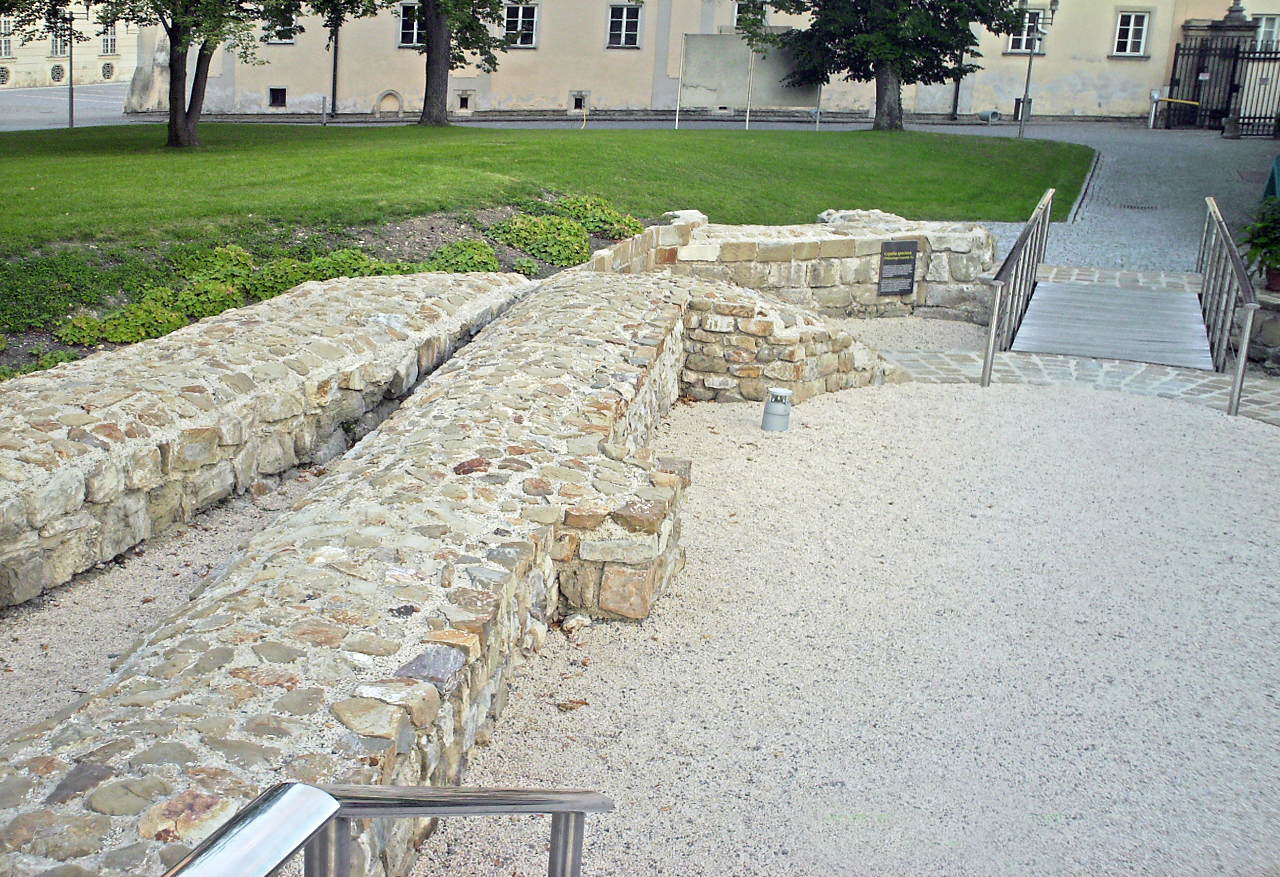
Konservierte Grundmauern der Capella Speciosa

Auf dem Klosterplateau selbst sind keine Überreste des Kastells sichtbar. 1954 wurden die Mauerreste des Lagerbades stabilisiert, danach aber wieder zugeschüttet, einzig ein kleiner Grabungsschnitt im Norden des Kreuzganges wurde 1997 konserviert. Er zeigt Mauerzüge vom 1. bis ins 14. Jahrhundert. Am Stiftsplatz sind die Grundmauern der babenbergischen Capella Speciosa vor wenigen Jahren offengelegt und zu einem kleinen Schaugelände umgestaltet worden. Im Kuchlhof wurde eine römerzeitliche Zisterne zwar nicht zugeschüttet, aber abgedeckt. Ein römischer Inschriftenstein befindet sich im evangelischen Pfarramt, der andere in einem Haus in der Agnesstraße. Römische Funde und Inschriften sind gegen Voranmeldung im Stiftslapidarium zu besichtigen, andere Funde – vor allem die aus dem Vicus – werden im Stadtmuseum aufbewahrt und können nur nach Voranmeldung besichtigt werden.
Die Anlagen sind Bodendenkmäler im Sinne des österreichischen Denkmalschutzgesetzes. Nachforschungen und gezieltes Sammeln von Funden ohne Genehmigung des Bundesdenkmalamtes stellen eine strafbare Handlung dar. Zufällige Funde archäologischer Objekte (Keramik, Metall, Knochen etc.) sowie alle in den Boden eingreifenden Maßnahmen sind dem Bundesdenkmalamt (Abteilung für Bodendenkmale) zu melden.